# Jonas Meffert
Jonas Meffert (* 4. September 1994 in Köln) ist ein deutscher Fußballspieler, der beim Hamburger SV unter Vertrag steht. Er wird vor allem im defensiven Mittelfeld eingesetzt.

## Karriere

### Vereine
Jonas Mefferts erster Verein während seiner Jugendzeit war der TV Hoffnungsthal, für den er bis 2005 spielte. Danach wechselte er zum Bundesligisten Bayer 04 Leverkusen. Dort durchlief er alle Jugendmannschaften. Am 17. November 2012 spielte er erstmals für die zweite Mannschaft von Bayer 04 Leverkusen.
Knapp eine Woche später feierte er sein Profidebüt, als er beim Europa-League-Spiel gegen Metalist Charkiw in der 65. Minute für Stefan Reinartz eingewechselt wurde. In der Saison 2013/14 gehörte Meffert fest dem Profikader an.
Zur Saison 2014/15 wechselte Meffert zum Zweitligisten Karlsruher SC. Er unterschrieb einen Vertrag bis zum 30. Juni 2017, wobei sich Bayer 04 Leverkusen eine Rückkaufoption für Ende Juni 2016 sicherte. Am 16. April 2016, dem 30. Spieltag der Saison 2015/16, erzielte Meffert seinen ersten Treffer für den KSC beim 2:1-Heimsieg gegen den 1. FC Nürnberg zu zwischenzeitlichen 1:1 in der 43. Spielminute.
Am 18. April 2016 erklärte er, den Karlsruher SC trotz eines Vertrages bis Ende Juni 2017 ein Jahr im Voraus verlassen zu wollen, um ab der nächsten Saison in der ersten Liga zu spielen. Am 2. Mai 2016 erklärte Bayer 04 Leverkusen, dass man die vorher vereinbarte Rückkaufoption in Mefferts Vertrag aktiviere und den Spieler zum 1. Juli verpflichte. Trotz dieser Verpflichtung verkaufte Leverkusen Meffert zur neuen Saison an den Bundesliga-Aufsteiger SC Freiburg weiter. In der Winterpause 2016/17 wurde er vom SC Freiburg wieder an den Karlsruher SC zurückverliehen.
Zur Saison 2018/19 wechselte Meffert zum Zweitligisten Holstein Kiel, bei dem er einen Vertrag mit einer Laufzeit bis zum 30. Juni 2021 unterschrieb. Nur ein Jahr später wurde sein Kontrakt bis 2022 verlängert.
Zur Saison 2021/22 wechselte Meffert innerhalb der 2. Bundesliga zum Hamburger SV. Er traf dort auf den Cheftrainer Tim Walter, unter dem er bereits in seinem ersten Kieler Jahr gespielt hatte.

### Nationalmannschaft
Meffert bestritt von 2009 bis 2013 elf Länderspiele für die Nachwuchsmannschaften des DFB.

## Erfolge
- Aufstieg in die Bundesliga: 2025 (Hamburger SV)

## Wissenswertes
Meffert hat viermal in seiner Karriere in der Relegation den Aufstieg in die Bundesliga verpasst: 2015 mit dem Karlsruher SC gegen den Hamburger SV, 2021 mit Holstein Kiel gegen den 1. FC Köln sowie 2022 und 2023 mit dem HSV (gegen Hertha BSC respektive dem VfB Stuttgart).